# رأس الماء (ولاية سطيف)
رأس الماء هو التجمع الرئيسي ومقر لبلدية قجال التابعة إداريًا إلى دائرة قجال الكائنة في ولاية سطيف الجزائرية.